# IOS
IOS, i marknadsföring skrivet iOS, tidigare med namnet iPhone OS, i marknadsföring skrivet iPhoneOS, är ett operativsystem från Apple för användning i Apples mobila enheter Iphone och Ipod Touch. Tidigare användes det även i Apples mediespelare Apple TV, som dock numera har ett eget operativsystem, kallat Tvos. Det användes också tidigare i iPad som från 2019 har fått sitt eget operativsystem, kallat Ipados.
IOS är en så kallad "nerbantad" variant av operativsystemet Mac OS (tidigare kallat Mac OS X) och de bägge operativsystemen delar många tekniker. Eftersom Apples handhållna mobila enheter använder en ARM-basedad processor och Apples datorer använder x86-processorer (förutom M1, M1 Pro och M1 Max) så finns det grundläggande skillnader mellan de båda operativsystemen.
Under det sena 00-talet erbjöd Apple en teknik för uppdatering av Iphone OS utan att behöva använda en dator, en så kallad Over-The-Air uppdatering. Detta lyftes fram som en fördel för Iphones under den tiden, och andra företag som Samsung adopterade samma teknik. Samma teknik används fortfarande idag för att uppdatera operativsystem.

## IOS 4

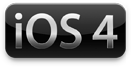
Logotyp för IOS 4.

IOS 4 presenterades i april 2010, och släpptes 21 juni 2010. I versionen tillfördes ett antal nya funktioner, bland annat multikörning, möjligheten att sortera applikationer i mappar, en ny design på dockan och bättre hantering av e-post. Apples VD och grundare, Steve Jobs avslöjade också att man från och med nu kunde se var ens vänner som också har en Iphone med GPS-funktionen befinner sig. Man kan dock välja bort denna funktion. Andra nya funktioner är bland annat att man kan sortera sina bilder efter ansikten, och att man kan ha en bakgrundsbild på hemskärmen (detta dock bara för Iphone 3GS, Iphone 4 och senaste generationen av Ipod touch).

### IOS 4.1
IOS 4.1 ökade användbarheten med saker som HDR-foton och ett "Game Center".

### IOS 4.2
IOS 4.2 möjliggjorde trådlösa utskrifter för Iphone 4, Iphone 3GS, Ipod touch generation 3 och 4 och Ipad. Version 4.2 gjorde det även möjligt för Ipad-användare att använda ett Qwerty-tangentbord med svenska tecken.

### IOS 4.2.1
Uppdateringen 4.2.1 lade till funktionerna Air Play, Air Print och möjlighet att söka på hemsidor.

### IOS 4.3
Version 4.3 av IOS lade bland annat till funktionerna Air Play från tredjepartsprogram och möjligheten att dela ut sin internetuppkoppling via Wi-Fi.

### IOS 4.3.1
Version 4.3.1 fixade några buggar och ett grafikproblem med Ipod touch.

### IOS 4.3.2
Fixade ett problem då Facetime frös vid uppringning, ett 3G-problem med Ipad 2, och innehöll de senaste säkerhetsuppdateringarna.

### IOS 4.3.3
Fixade ett säkerhetshål med Locationgate, och reducerade storleken på cache-minnet.

### IOS 4.3.4
Korrigerade tre stycken säkerhetsbrister, bland annat en svaghet i PDF-hanteringen som möjliggjort en så kallad jailbreak av operativsystemet.

## IOS 5

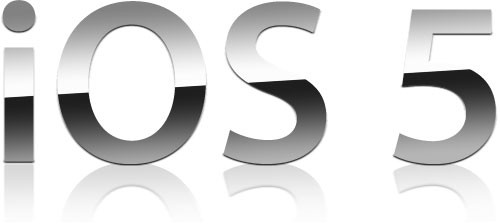
Logotyp för IOS 5.

IOS 5 presenterades på Apples utvecklarkonferens WWDC i juni 2011. Operativsystemet släpptes den 12 oktober samma år. Några av nyheterna i IOS 5 var Notiscenter, där alla notifikationer är samlade på ett ställe, Påminnelser, en enklare Imessage, en ny meddelandetjänst för dem som har IOS 5, kameraknapp på låsskärmen, trådlösa uppdateringar av operativsystemet, trådlös backup med Icloud, läslista i webbläsaren Safari och kortkommandon. Twitter är integrerat med IOS 5. Vissa funktioner fungerar endast i Ipad 2: Flikar i Safari, multitask-gester, del- och flyttbart tangentbord samt se senast besökta sidor. IOS 5 är kompatibelt med Iphone 3GS, Iphone 4, Ipod Touch (3:e generationen och 4:e generationen), Ipad och Ipad 2.

## IOS 6

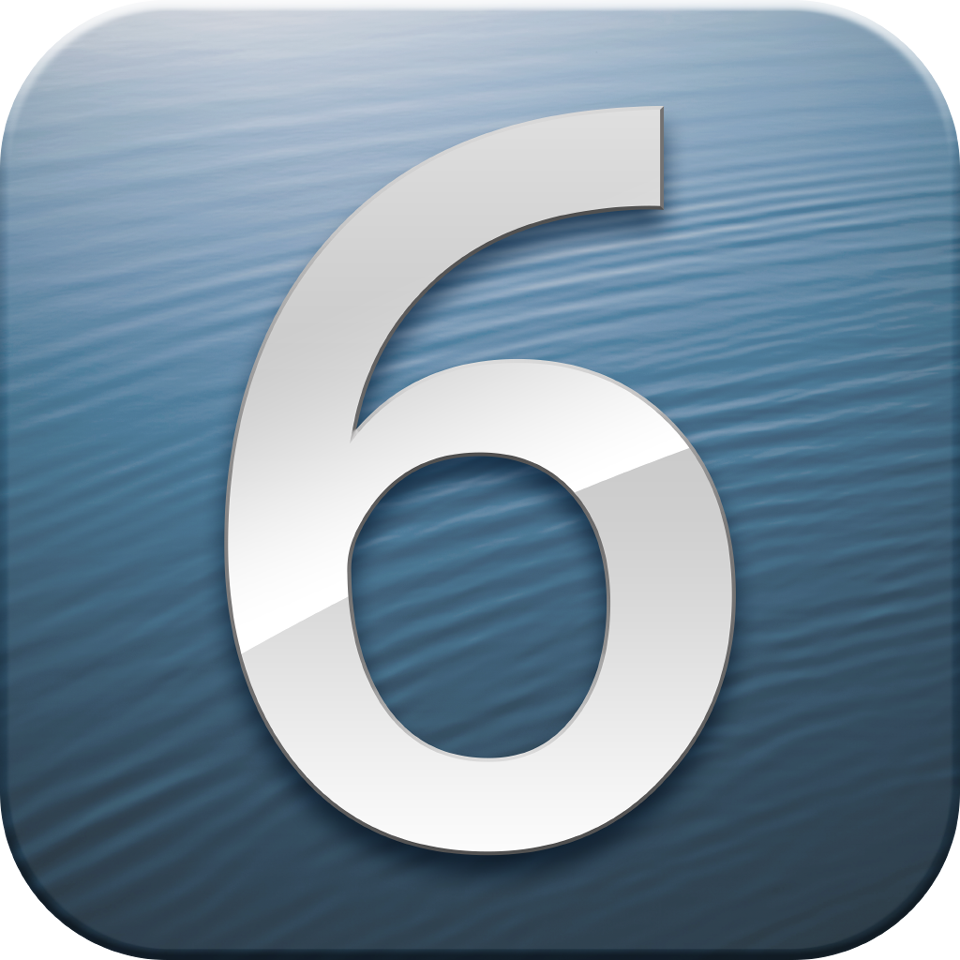
Logotyp för IOS 6.

Apple presenterade den 11 juni 2012 IOS 6. Nyheterna var: 
- Apple Maps ersätter Google Maps.
- Siri kunde nu ta reda på sportresultat och öppna appar med mera
- Facebook är integrerat i IOS, vilket möjliggör att dela bilder från Galleriet och att se Facebook-information till kontakter.
- Passbook – En ny app som samlar alla kuponger och biljetter på samma ställe. Detta kan exempelvis användas för att checka in på flygplatser.
- Facetime över 3G-nätet.
- När någon ringer kan man snabbt svara med sms – med två tryck.
- Safari synkar nu med Icloud så att det går att se öppnade flikar på andra Apple-enheter.
- Ny funktion: Stör ej. Med den kan endast utvalda kontakter ringa upp.

## IOS 7

Logotyp för IOS 7.

Apple presenterade den 11 juni 2013 en första utvecklarversion av IOS 7. I samband med annonseringen av nya Iphone-modellerna Iphone 5C och Iphone 5S den 10 september 2013 utlovades systemversionen att bli tillgänglig som en gratis uppdatering onsdagen den 18 september 2013, vilket också skedde.
Nyheterna var bland annat:
- Helt nytt gränssnittstema där de märkbart förändrade app-ikonerna är bästa kännetecknet.
- Kraftigt utökad multitasking
- Snabbåtkomst för vanliga systeminställningar

Systemkrav (enligt 11 juni 2013 och upprepat 10 september 2013):
- Iphone: 4 eller nyare
- Ipod Touch: generation 5 eller nyare
- Ipad: 2 eller nyare
- Ipad Mini: Ipad Mini

## IOS 8

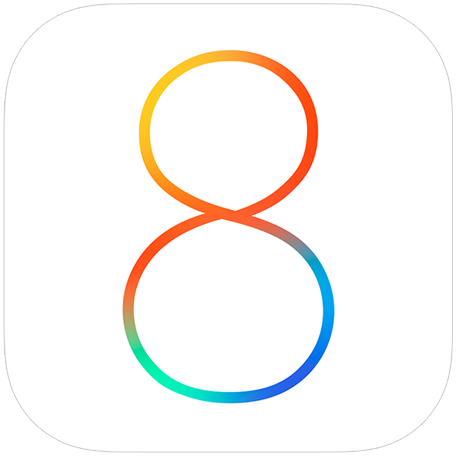
Logotyp för IOS 8.

Apple presenterade den 2 juni 2014 en första utvecklarversion av IOS 8. Färdig konsumentversion utlovades till hösten 2014. Vid Apples pressträff den 9 september 2014 då Iphone 6 annonserades passade företaget på att meddela 17 september som lanseringsdatum för IOS 8. Samtliga IOS-enheter som klarar IOS 7 är kompatibla med IOS 8, undantaget Iphone 4.
Nyheterna i IOS 8 (8.0.0) var bland annat:
- Möjlighet att installera tredjeparts-skärmtangentbord

Systemkrav (enligt 2 juni 2014 och upprepat den 9 september 2014):
- Iphone: 4S eller nyare
- Ipod Touch: generation 5 eller nyare
- Ipad: 2 eller nyare
- Ipad Mini: Ipad mini eller Ipad Mini med retinaskärm

## IOS 9

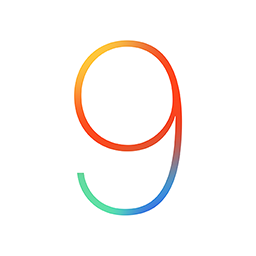
Logotyp för IOS 9.

Den 16 september 2015 lanserades IOS 9. Ett betydande antal kunder drabbades av problem när de försökte installera operativsystemet.

## IOS 10

Logotyp för IOS 10.

Den 13 juni 2016 presenterade Apple IOS 10 som "den största lanseringen någonsin av världens mest avancerade mobila operativsystem". IOS 10 innehåller nyheter som bland annat en uppdaterad version av appen Meddelanden, bättre stöd för Siri att interagera med appar, ny design av apparna Kartor, Bilder, Apple Music och News samt den nya appen Home för enklare automatisering av hemmet. IOS 10 släpptes den 13 september 2016.

## IOS 11

Logotyp för IOS 11.

Den 5 juni 2017 presenterade Apple IOS 11. Operativsystemet släpptes i skarp version den 19 september 2017.

## IOS 12

Logotyp för IOS 12.

Den 4 juni 2018 presenterade Apple IOS 12 under sin årliga konferens WWDC. Operativsystemet släpptes i skarp version den 17 september 2018. Denna version var den sista som kör på Ipad som från och med IOS 13 kom att få sitt eget OS (som fortfarande var baserat på IOS) med namnet Ipados. Med IOS 12 fokuserade Apple på att fixa prestandaproblemen som kommit i och med IOS 11, detta innebar att funktioner som de tidigare hade planerat att inkludera i IOS 12 sköts upp till IOS 13.

## IOS 13

Logotyp för IOS 13.

Den 3 juni 2019 presenterade Apple IOS 13 under sin årliga konferens WWDC. Nytt i IOS 13 är funktioner såsom mörkt läge vilket gör så att gränssnittet blir mörkare och även ändrar bakgrunden i vissa appar till svart. I samband med att IOS 13 släpptes så fick Ipad sitt eget OS med namnet Ipados, som i grund och botten är IOS. Detta innebär att från och med IOS 13 så är det enbart Iphones samt Ipod Touch som kör IOS.

## IOS 14

Logotyp för IOS 14.

Den 22 juni 2020, under sin årliga konferens WWDC (som detta året var enbart online), presenterade Apple IOS 14. Den mest märkbara skillnaden i IOS 14 gäller hemskärmen, som fått relativt få förändringar under alla år sedan Iphone först släpptes. I IOS 14 har bland annat widgets som tidigare hade sin egen skärm (kallad Today View) blivit omgjorda och det nu är möjligt att dra ut dessa bland ikonerna på hemskärmen. Nytt är även en funktion som Apple kallar för "App Library" vilket låter användare ta bort ikoner som de inte använder särskilt ofta från deras hemskärm och istället komma åt detta på en separat skärm som automatiskt sorterar appar efter kategori. Inkommande telefonsamtal och Siri tar inte längre upp hela skärmen utan ockuperar endast en liten del av skärmen jämfört med tidigare då dessa tog upp hela skärmen.
Systemkrav:
- Iphone: 6S, SE eller nyare
- Ipod Touch: generation 7

## IOS 15

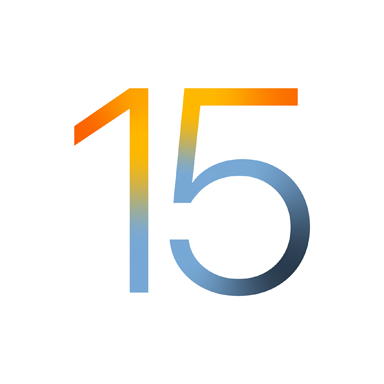
Logotyp för IOS 15.

Den 7 juni 2021 presenterade Apple IOS 15 under sin årliga konferens WWDC, operativsystemet släpptes sedan i skarp version den 20 september samma år.
Systemkrav:
- Iphone: 6S, SE eller nyare
- Ipod Touch: generation 7

## IOS 16

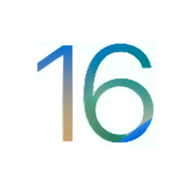
Logotyp för IOS 16.

Den 6 juni 2022 presenterade Apple IOS 16 under sin årliga konferens WWDC, operativsystemet släpptes sedan i skarp version den 12 september samma år.
IOS 16 innehöll för första gången möjligheten att ändra layouten på låskärmen med widgetar och andra typsnitt på klockan. Notiscenter fick även en hel ombyggnad och hamnade i nederkant istället, detta enligt Apple för att underlätta att använda mobilen med en hand. I iOS 16 så gick det även för första gången att klippa ut motiv direkt från bilder genom att hålla ner på motivet.
Systemkrav:
- Iphone: 8, SE (andra generationen) eller nyare modeller [21]

## IOS 17

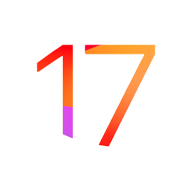
Logotyp för IOS 17.

## IOS 18

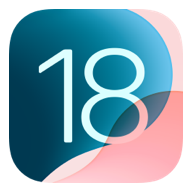
Logotyp för IOS 18.